# Latisana
Latisana (Tisane in friulano standard, Tisana nella variante locale, Łatixana in veneto) è un comune italiano di 13 216 abitanti dell'ex provincia di Udine, in Friuli-Venezia Giulia.

## Geografia fisica
Il comune si trova nella bassa pianura veneto-friulana, sulla sponda sinistra del basso corso del fiume Tagliamento e fa parte della regione storico-geografica della Bassa Friulana. A ovest, il fiume Tagliamento costituisce la maggior parte del confine con il Veneto (San Michele al Tagliamento). A sud, il comune è lambito dal canale navigabile Litoranea Veneta, che lo separa da Lignano Sabbiadoro. A sud-est, in località Aprilia Marittima e Bevazzana il comune si affaccia per un tratto sulla Laguna di Marano, che comprende l'area umida della Valle Pantani. La località di Isola Picchi, appartenente al comune di Latisana, è situata sulla sponda destra del Tagliamento e pertanto è accessibile solo dal Veneto, costituendo quindi una quasi-enclave. Il territorio comunale è costituito da una striscia di terra estesa in direzione nord-sud per circa 15 km e larga mediamente 2-3 km.
Il territorio, interamente pianeggiante, nelle sue aree non edificate è oggi prevalentemente adibito a usi agricoli. Nelle aree golenali del fiume Tagliamento (ossia nella striscia di terreno compresa tra il fiume e gli argini e soggetta a periodici allagamenti) sopravvivono aree boschive di modesta entità. Fino ai primi decenni del '900, una parte consistente del territorio era occupata da paludi e foreste, essendo parte dell'area denominata Silva Lupanica sin dall'epoca romana. L'altitudine della casa comunale è di 7 m s.l.m.. Quella del territorio comunale varia da 0 (Laguna di Marano) a 12 (zona a nord al confine con Ronchis) m s.l.m. Latisana è situata nella zona climatica E e il suo grado di sismicità è considerato basso.
Latisana: Clima e Dati Geografici, Riscaldamento

## Storia

### L'età antica
La regione della Bassa Friulana, di cui Latisana fa parte, è abitata sin dall'epoca preistorica, come testimonia il ritrovamento di resti umani neolitici (VI-V millennio a.C.) avvenuto nel 1992 in località Piancada, nel vicino comune di Palazzolo dello Stella.
Non ci sono dati certi sull'origine romana di Latisana, ma solo ipotesi basate su un diario del 333, l'Itinerarium Burdigalense, redatto da un pellegrino d'Aquitania. Costui, nel suo viaggio fino a Gerusalemme, tenne scrupolosamente nota di tutte le località incontrate e delle relative distanze in miglia romane. Lungo l'antica Via Annia, nel tratto che collegava Concordia (Iulia Concordia) ad Aquileia, scrisse che a 9 miglia (13,28 km) dalla prima si trovava la mutatio (stazione di cambio cavalli e ricovero viaggiatori) denominata Apicilia.
Studiando l'attuale carta geografica, si presume che tale luogo si trovi alla fine di via Trieste, nelle vicinanze della località detta "Crosere" dove ora sorge l'imponente torre dell'acquedotto. A prova di ciò, durante gli scavi per tale opera, sono stati rinvenuti nella zona dei reperti tra i quali una brocchetta contenente ceneri, tessere di mosaici, frammenti di anfore ecc. Attualmente, una targa situata di fronte al palazzetto dello sport in Via Giovanni Bottari testimonia il passaggio dell'antica Via Annia.
Non sono mai state trovate tracce di ponti di epoca romana sul Tagliamento nei pressi di Latisana. Pertanto, è probabile che l'attraversamento del fiume (o dei rami del fiume, visto che anticamente aveva una foce a delta formata da due rami che si separavano a decine di km dal mare) avvenisse tramite un guado o un servizio di barche.
L'origine romana di Latisana è inoltre attestata dal suo nome prediale, ossia derivato da quello del colono romano che si chiamava Atisius o Tisius, probabilmente un ex legionario di rango, al quale fu assegnato un fondo durante il periodo della centuriazione dell’agro aquileiese.
Il 27 agosto 2021, durante alcuni lavori di mitigazione del rischio idraulico lungo il Canale Latisanotta (in località Paludo, a sud del ponte della SR 102UD), sono stati rinvenuti alcuni resti di un edificio di epoca romana, risalente al I o II secolo d.C., nonché alcuni frammenti di anfore e una fibula in bronzo.

### L'età medievale
La prima citazione ufficiale è del 17 luglio 1072, giorno di consacrazione della chiesa dell'abbazia benedettina di Michaelbeuern (a 30 km da Salisburgo): nel documento ufficiale ivi conservato si cita tale "miles Marcqwart de Lantesana", ovvero cavaliere Marquardo di Latisana, come facente parte degli illustri personaggi al seguito del patriarca di Aquileia Sigeardo e del vescovo di Concordia Dietwino, presenti alla cerimonia.
Attorno al 1100, nel periodo in cui il Friuli si stava riprendendo economicamente dopo le disastrose invasioni degli Ungari, forse a causa di donazioni dei patriarchi di Aquileia e trasmissioni ereditarie, Latisana passa sotto dominazione feudale dei Conti di Gorizia, che si protrarrà fino all'inizio della dominazione veneziana nel 1430. Nel 1180 Latisana passa dal Patriarcato di Aquileia a quello di Grado.
Grazie al fiume Tagliamento, che la lambisce e che attualmente la divide dalla regione Veneto, divenne importante porto fluviale nei secoli XII e XIII. Fu soprattutto nota per il commercio del sale (da Cervia e dal ravennate verso l'entroterra e l'Istria), ma anche di legname (dalla Carnia per Venezia), granaglie, vino, minerali e bestiame nonché transito di passeggeri verso il Nord Europa e via di approdo per il mare Adriatico. La denominazione di Porto di Latisana venne fatta per la prima volta in un documento ufficiale del 27 ottobre del 1226. In tale atto si afferma che il conte di Gorizia Mainardo il Vecchio cede al Patriarca di Aquileia Bertoldo i diritti e le rendite sul porto.
La fiorente attività economica così avviata fece sì che i Conti di Gorizia permettessero pure la battitura di una moneta argentea, il denaro scodellato di Latisana, tuttora esistente in sette esemplari conosciuti, con varianti di conio e recanti i simboli comitali goriziani e la dicitura “Porto Tisana”. Nei documenti del XIII secolo Latisana è spesso menzionata con l’appellativo di "civitas", a testimonianza dell’importanza che il centro andava assumendo. Significativa è anche la citazione dello “staio a misura di Latisana”, risalente alla fine del XIII secolo. Nel 1245, lo Statuto della Terra e del Porto di Latisana, convenuto tra la comunità latisanese (universitas) e il conte di Gorizia, contiene disposizioni di natura civile, criminale e finanziaria. Il trattato fu ratificato a Verona il 13 luglio 1245 dall’imperatore Federico II. Per proteggere la località portuale, i Conti la trasformarono in un castrum, circondato da una cinta muraria lambita da una canalizzazione ad arco derivata dal fiume.
In documenti risalenti 1360 compare il sigillo medievale del Comune, rappresentante una torre con merlatura guelfa affiancata da due scudi con leone rampante, sormontati da una croce e contornato dall’iscrizione SIGILUM COMUNIS PORTUS LATISANAE, elementi analoghi a quelli presenti nel denaro. Latisana, pur non facendo mai parte del Parlamento della Patria del Friuli, venne assumendo un’importanza sempre maggiore all’interno della contea goriziana: infatti, a partire dal XIV secolo, vi fu la presenza stabile di un capitano in rappresentanza dei conti in luogo del gastaldo. Specchio di relazioni talvolta assai conflittuali è il giuramento di fedeltà preteso dal conte Mainardo IV e prestato solennemente dai rappresentanti del popolo di Latisana nella chiesa di Santa Croce, che sorgeva al centro del castrum, il 16 ottobre 1368.
Nel Medioevo era un villaggio circondato da mura con un fossato che prendeva l'acqua dal Tagliamento a monte della Rocca (attuale via Rocca) e con percorso ad arco verso sud riconfluiva nel fiume. Le uniche due porte d'ingresso erano quella di San Zuanne (presso l'attuale Piazza Garibaldi, tramite ponte levatoio, a sud) e quella di San Antonio (presso l'attuale Piazzale Osoppo, tramite ponte in legno, ad est), porta d'entrata per i viandanti provenienti dal Nord Europa.

### L'età moderna
Il Quattrocento è caratterizzato dal progressivo declino della signoria goriziana e dalle concomitanti mire espansionistiche della Serenissima su Latisana e sul Friuli in generale.
Episodio saliente fu il transito di Papa Gregorio XII il 6 settembre 1409, in fuga da Cividale. Il Papa si trovava a Cividale per il Concilio di Cividale, nel contesto dello Scisma d'Occidente, ma entrò in contrasto con la comunità locale e pertanto decise di fuggire segretamente, vestito da segretario e accompagnato dal suo segretario vestito con gli abiti papali. Raggiunta Latisana via terra, il segretario fu picchiato dalla folla che lo scambiò per il Papa; Gregorio XII si imbarcò prima per la Dalmazia, successivamente raggiunse la Puglia e infine si stabilì a Gaeta dove abdicò.
Latisana divenne Pieve autonoma già nel XII secolo ed il Papa Alessandro VII nel 1655 la elevò al rango di Abbaziale grazie alle numerose chiese ed ai tre conventi presenti sul suo territorio. Il 28 agosto del 1430 passò ufficialmente, dopo diverse vicissitudini, sotto il controllo della Repubblica di Venezia.
Da allora si susseguirono vari passaggi di proprietà del feudo di Latisana tra nobiluomini veneti (Morosini, Malombra e Vendramin). A partire dalla prima metà del XVI secolo, il feudo subì una serie di suddivisioni fino ad arrivare al Consorzio di famiglie nobili veneziane; fra esse quella dei Mocenigo deteneva la quota maggiore dei 24 “carati” o parti del feudo stesso. All’epoca della dominazione veneziana, la cosiddetta Terra della Tisana si estendeva su entrambe le rive del basso corso del Tagliamento, in un’area corrispondente a quella degli attuali Comuni di Latisana, Lignano Sabbiadoro, San Michele al Tagliamento e Ronchis (ad eccezione della "villa" di Fraforeano).
Nel 1451 Latisana passò dal Patriarcato di Grado a quello di Venezia.

Nel 1457 da Bartolomeo Vendramin, un esponente del potente casato veneziano e il cui padre Andrea fu eletto doge, acquisì la proprietà di Latisana, la quale non fu incorporata nella Patria del Friuli, retta dal luogotenente di stanza a Udine, ma dipese direttamente dal Senato della Serenissima.

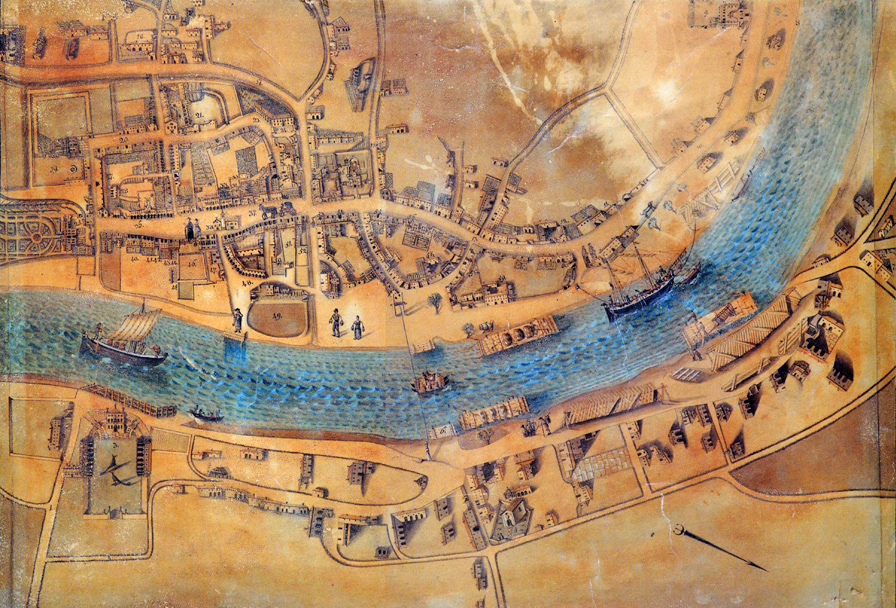
Mappa di Latisana del 1746

A Latisana vi erano il Castello (o borgo murato), i cui abitanti costituivano l’Università, e il quartiere di Sottopovolo, con propria “amministrazione”. Latisana comprendeva le "ville" di Ronchis, Latisanotta, Gorgo e Pineda (corrispondente all'attuale Lignano) sulla sponda sinistra del Tagliamento e quelle di Villanova, San Mauro, San Giorgio, San Michele, Cesarolo e Pineda Destra (corrispondente all'attuale Bibione) sulla sponda destra del Tagliamento, i cui abitanti erano organizzati in vicinie. Nel periodo di dominazione veneziana del Friuli, Latisana costituì, come pochi altri centri, una “terra separata”, non soggetta al Luogotenente di stanza a Udine.
All’interno del borgo murato, a partire dal ‘500, le famiglie veneziane cominciarono a costruire i loro palazzi, alcuni dei quali ancora oggi adornano la piazza principale del centro (oggi Piazza Indipendenza), nonostante le distruzioni causate dalle ripetute alluvioni del Tagliamento e dai due conflitti mondiali.
Nel XVI secolo il centro politico-amministrativo passò nel Palazzo Vendramin appena costruito (distrutto nella seconda guerra mondiale, ora Palazzo Trevisan) e la sicurezza politica resa dalla Serenissima portò al progressivo decadimento della Rocca e del complesso murario difensivo ora non più necessario. Esiste un acquerello settecentesco di Antonio Banchieri che simula una veduta aerea della città e mette in luce alcuni monumenti ora scomparsi come la Chiesa di Santa Croce (in mezzo all'attuale Piazza Indipendenza, la più antica), che in una teca argentea conservava una reliquia della Croce.
Il Tagliamento non aveva argini e si trovava un po' più ad ovest dell'attuale corso; si poteva così vedere una via (ipotizzata in Via del Battello) che dalla Chiesa di Santa Croce conduceva alla Piazzetta, una seconda che dall'attuale Piazza Garibaldi arrivava alle rive del fiume ed una terza che partendo dall'attuale Piazza Duomo, formando una specie di semicerchio, si ricongiungeva all'attuale Via Sottopovolo (che significa 'sotto il pioppo', in quanto nel Medioevo i capi famiglia usavano riunirsi sotto un pioppo), perimetrando il Borgo del Passo, punto di attraversamento tramite zattera del fiume.
Intorno alla fine del Cinquecento, a Latisana fu istituito il primo ospedale. A partire dal Seicento, il porto di Latisana iniziò a perdere la sua importanza economica, strategica e soprattutto funzionale, fino a cessare quasi del tutto nel Settecento, a causa della decadenza della Serenissima, del progressivo insabbiamento della foce del Tagliamento e della creazione del porto franco di Trieste. Contemporaneamente, si andò sempre più consolidando la vocazione agricola dell’area.

### Dall'età napoleonica alla Seconda guerra mondiale
Dopo l'invasione delle truppe napoleoniche e la caduta della Serenissima, con il trattato di Campoformio del 1797, Latisana passò sotto il dominio dell'Impero austriaco. Con l’occupazione dell’esercito francese ha fine la Giurisdizione feudale e nel 1805, insieme al resto del Friuli, Latisana viene annessa al Regno d’Italia creato da Napoleone. Nel 1806 viene inclusa nel XVIII Dipartimento di Passariano del Regno d'Italia e divenne capoluogo del Cantone di Latisana, a sua volta parte del Distretto I di Udine. Nel 1814, dopo l'occupazione francese che portò nuove idee di libertà, finì sotto il dominio degli austriaci e subì il dominio poliziesco dell'Impero austriaco. Nel 1815 venne inclusa, con il Friuli Occidentale, nel Regno Lombardo Veneto come Provincia del Friuli. Latisana divenne capoluogo di un distretto comprendente anche i comuni di Pocenia, Precenicco, Rivignano, Teor e Ronchis. Sul piano ecclesiastico, nel 1818 passò dal Patriarcato di Venezia all'Arcidiocesi di Udine.
Il Tagliamento, che nel corso dei secoli aveva già provocato disastrose inondazioni, esondò nel 1800 distruggendo la borgata del Passo. Per porre rimedio a questa situazione di pericolo, nel 1820 l'amministrazione austriaca realizzò un complesso di argini lungo il basso corso del Tagliamento da Canussio a Bevazzana, che però non si rivelò efficace in occasione di piene successive.
Il Risorgimento la vide protagonista con 87 concittadini che dal 1848 parteciparono alle varie guerre d'indipendenza; ora un cippo con i loro nomi li commemora in Piazza Indipendenza. Coriolano Gnesutta e Paolo Scarpa facevano parte dei Mille garibaldini che partirono da Quarto. Un altro latisanese, Giovanni Battista Monis, combatté nella Seconda guerra d'indipendenza fra i volontari dei “Cacciatori delle Alpi”. Gnesutta si guadagnò un encomio per il lodevole comportamento militare nella battaglia di Calatafimi e nella conquista di Palermo. In seguito, si arruolò anche nelle forze volontarie garibaldine nella Terza guerra d'indipendenza. Scarpa rimase ferito nella Battaglia del Volturno e svolse mansioni tecniche per le necessità logistiche della spedizione. Successivamente partecipò anche lui alla Terza guerra d'indipendenza: arruolatosi col grado di sottotenente nel 6º reggimento volontari, fu al seguito di Garibaldi in Trentino. In seguito esercitò la professione di ingegnere a Latisana, per qualche tempo resse anche l’incarico di direttore della neo-istituita Banca Mutua Popolare Cooperativa e infine si trasferì a Bologna.
Latisana fu annessa al Regno d'Italia in seguito al Plebiscito del Veneto del 1866, insieme alla maggior parte del resto del Friuli, al Veneto e al Mantovano, ed entrò a far parte della Provincia del Friuli. Tutti i 1095 votanti latisanesi espressero la loro preferenza nei confronti dell'annessione all'Italia.
L'11 novembre 1873 fu inaugurato il primo ponte sul Tagliamento che univa stabilmente Latisana al resto d'Italia: era costituito da 13 campate in legno, era lungo 170 metri e alto 10 metri sul livello del fiume e sostituiva il transito pericoloso di uomini e carri fra le due sponde tramite un passo a barca ancorata ad un verricello. Con il Regio Decreto del 10 maggio 1883 (pubblicato nella G.U. del 4 luglio 1883) venne approvata e sottoscritta la convenzione tra il Ministero dei Lavori Pubblici e del Tesoro e la Provincia di Udine per la concessione della costruzione e dell’esercizio di una ferrovia da Udine per Palmanova, Latisana e Portogruaro. Con il medesimo atto, lo Stato erogò un consistente finanziamento per la costruzione della ferrovia stessa. Tra le stazioni previste vi era anche quella di Latisana. Il 31 dicembre 1888 entrò in funzione la ferrovia tra Portogruaro e Udine, con un ponte sul fiume Tagliamento in ferro a tre arcate parallelo al precedente. Tale linea venne in seguito collegata anche con Monfalcone e Trieste. A Latisana il problema principale fu rappresentato dalla costruzione del “grandioso ponte in ferro” sul fiume Tagliamento e, dal punto di vista urbanistico, dall’apertura di una nuova strada d’accesso alla stazione in contrada Masutto (oggi Viale della Stazione). Il servizio ferroviario era esercitato dalla Società Veneta.
Negli ultimi anni dell'800 fu introdotta l'illuminazione elettrica nel centro cittadino. Nel 1903 iniziò lo sviluppo turistico della località balneare di Lignano (appartenente al Comune di Latisana fino al 1959), con l'apertura del primo albergo, il Marin. Nel 1908 avvenne il primo allacciamento telefonico pubblico sulla linea Venezia-Udine. Nello stesso anno, fu inaugurato il primo cinema "Stella", in un ambiente sito nell'attuale Piazza Indipendenza. Il 5 dicembre 1909 venne inaugurato un nuovo ponte stradale in ferro, in sostituzione di quello precedente in legno. Il nuovo ponte sorgeva 40 metri a valle di quello vecchio ed era costituito da una travata metallica continua divisa in sette luci, delle quali le due estreme di m 20,16 e le cinque intermedie di m 25,20, per una lunghezza complessiva di m 166,32. La travata era sostenuta da spalle in muratura e da 6 stilate metalliche intermedie. Il 23 marzo 1912 fu inaugurato il nuovo ospedale, su progetto dell'ing. Emilio Speroni (milanese) e la direzione medica fu affidata al dottor Mario Ferretti (bolognese). Le Scuole Elementari, con la loro elegante architettura e gli ampi finestroni ad arco, furono inaugurate nell'ottobre del 1912. Sempre al 1912 risale il primo teatro (Sala Gobbato), decorato dallo scultore latisanese Francesco Ellero.
Le due Grandi Guerre del novecento videro Latisana protagonista data la sua posizione geografica e strategica. Nel 1917, a seguito della rotta di Caporetto, Latisana, come tutto il Friuli, venne occupata dall'esercito austro-ungarico. Nel corso della ritirata la cittadina fu pesantemente bombardata: oltre 100 case, le sue chiese e i due ponti, stradale e ferroviario, furono distrutti. Oltre 160 latisanesi morirono complessivamente nel corso della Grande Guerra. Dopo il conflitto vennero costruiti dei ponti provvisori, successivamente sostituiti da nuovi ponti uguali a quelli prebellici (1923).
Nel 1921 aprì il Politeama LEGA (oggi Teatro Odeon). Nel 1926 venne inaugurata la strada (oggi SR 354) di collegamento con la nuova località balneare di Lignano, originariamente raggiungibile solo in barca. Sempre negli anni '20, il Consorzio di Trasformazione Fondiaria Bassa Friulana avviò la bonifica del territorio perilagunare, nella parte sud del territorio comunale. Nel 1929 venne inaugurata la Cantina Sociale Cooperativa e nel 1935 la prima latteria ternaria comunale (nella frazione di Latisanotta). Nel 1937 Latisana venne servita dall'acquedotto.
La Seconda guerra mondiale coinvolse la cittadina friulana in modo ancora più disastroso rispetto alla Prima. A partire dal 10 settembre 1943, in seguito all'armistizio di Cassibile, fu inclusa insieme al resto del Friuli e alla Venezia Giulia nella Zona di Operazioni del Litorale Adriatico, posta sotto il diretto controllo del Terzo Reich. Il 19 maggio 1944, il bombardamento degli Alleati (che ebbe come obiettivo i due ponti stradale e ferroviario sul fiume Tagliamento) provocò 88 morti e la distruzione completa del centro di Latisana, insieme a quello vicino di San Michele al Tagliamento. Latisana fu liberata dalle truppe alleate il 1º maggio 1945. I nuovi ponti, ferroviario e stradale, in sostituzione di quelli provvisori realizzati in seguito ai bombardamenti, furono inaugurati rispettivamente nel 1947 e nel 1952.

### Dal secondo dopoguerra a oggi

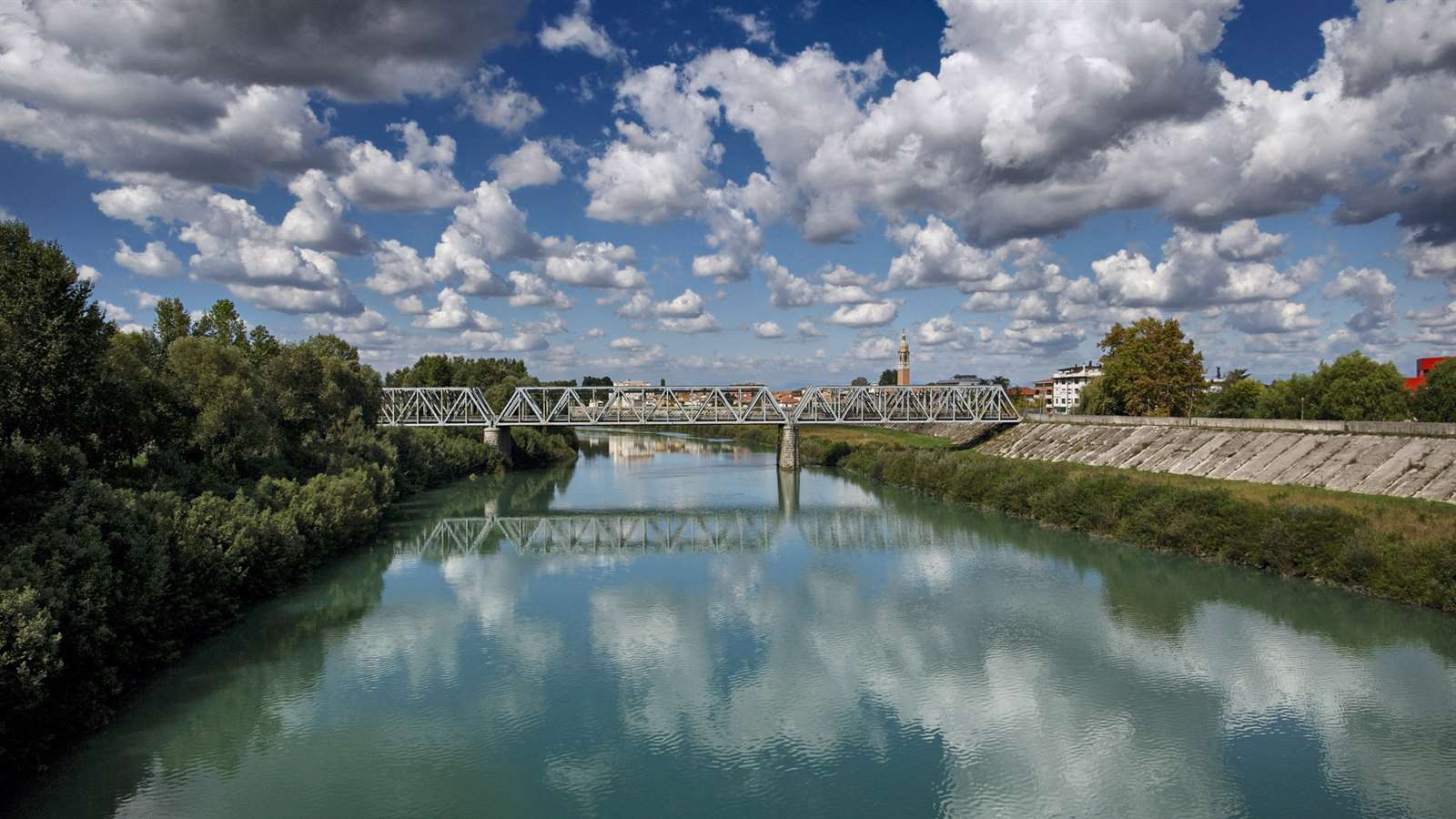
Il ponte ferroviario sul fiume Tagliamento a Latisana

Il 10 dicembre 1948 lo scrittore e futuro premio Nobel per la letteratura Ernest Hemingway, di passaggio con alcuni amici mentre si stava recando da Codroipo a una battuta di caccia presso una tenuta in località San Gaetano (Caorle), nei pressi dell'incrocio delle "Quattro Strade" (ora Piazzale Osoppo), incontrò per la prima volta la sua futura amante Adriana Ivancich. Questo evento è stato narrato nel romanzo Di là del fiume e tra gli alberi, pubblicato nel 1950. Il luogo dell'incontro è oggi segnalato da una targa commemorativa, installata in occasione del 70º anniversario dell'avvenimento. Hemingway fece ritorno a Latisana il 15 aprile 1954 in occasione di un suo viaggio in Italia; è ricordato il suo pranzo al ristorante "Bella Venezia", che allora non si trovava nella sua sede attuale, ma di fronte alla canonica in Via Vendramin.
Nel 1950 il comune venne interessato marginalmente dalle proteste dei braccianti note come Lotte del Cormor, che coinvolsero maggiormente altre aree della Bassa Friulana.
Nel 1959 la frazione di Lignano Sabbiadoro, nel frattempo affermatasi come località balneare di fama internazionale e cresciuta demograficamente, in seguito ad una protesta dei suoi residenti, diventò comune autonomo.
Il 15 aprile 1962 il comune fu insignito del titolo di "Città mutilata di guerra", a causa delle ingenti distruzioni e perdite di vite umane subite dalla cittadina nel corso dei due conflitti mondiali. Nel 1963 Latisana entrò a far parte della nuova Regione Autonoma Friuli Venezia Giulia. Negli anni '60 due nuove tragedie colpirono il paese: il fiume Tagliamento esondò il 2 settembre 1965 ed il 4 novembre 1966 causando notevoli danni e soprattutto alcune vittime (11 nel 1965 e 4 nel 1966).
Nel 1970 venne completata l'Autostrada A4 Venezia - Trieste, che serve anche Latisana con il suo omonimo svincolo (completamente ricostruito 2 km più a est nel 2009), situato nel vicino comune di Ronchis. Nei primi anni settanta iniziò lo sviluppo del porto turistico di Aprilia Marittima, situato sulla Laguna di Marano a cavallo fra i comuni di Latisana e Marano Lagunare e a pochi chilometri da Lignano Sabbiadoro. Nel 1981 l'appuntato Enea Codotto, originario della frazione di Gorgo, fu ucciso nei pressi di Padova da un gruppo di terroristi di estrema destra. A lui sono state intitolate la piazza di Gorgo (dove nel 40º anniversario dell'assassinio è stato installato un cippo commemorativo) e la caserma dei Carabinieri.
Con decreto del Presidente della Regione Friuli Venezia Giulia dell'11 maggio 2004 il comune ha ottenuto il titolo di città. Nel 2005 lo stadio del capoluogo ed il palazzetto dello sport hanno ospitato alcune gare della VII edizione del Festival olimpico della gioventù europea di Lignano Sabbiadoro. Nel 2006 è stato aperto al pubblico, lungo il fiume Tagliamento fra il capoluogo e la frazione di Gorgo, il Parco dei Pappagalli, parco unico in Europa nel suo genere in cui erano ospitati moltissimi esemplari di pappagalli provenienti da varie parti del mondo. Tuttavia il parco ha chiuso definitivamente nel 2013 a causa di difficoltà economiche e ora si trova in stato di abbandono. Una nuova alluvione, di minore entità rispetto a quelle degli anni '60 e che non provocò vittime, ha colpito il paese il 27 maggio 2007; questa non è stata un'esondazione del Tagliamento ma è stata bensì dovuta dall'inefficienza della rete di scolo in seguito a un periodo di piogge abbondanti. Il 16 gennaio 2008, in seguito a un altro evento di maltempo, è crollato un famoso albero secolare nel Giardino Rossetti (ex Peloso-Gaspari), nei pressi dell'oratorio parrocchiale in Via Vendramin. Si trattava di un esemplare di Zelkova Crenata (o Olmo del Caucaso), piantato nel 1792 dall'agronomo Gaspare Luigi Gasperi, di ritorno da un viaggio in Asia. Al momento del crollo, con un'altezza di 42,35 metri e una circonferenza di oltre 9 era l'albero più alto e più grosso di tutto il Friuli Venezia Giulia.
Il 1º luglio 2016 Latisana è entrata a far parte, dell'UTI Riviera - Bassa Friulana, divenendone il capoluogo. La Provincia di Udine, di cui Latisana faceva parte, è stata definitivamente soppressa il 22 aprile 2018. Dal 28 dicembre 2020, l'UTI Riviera - Bassa Friulana è stata sostituita dalla Comunità Riviera Friulana, che comprende il territorio dell'ex UTI più il comune di Rivignano Teor.
A Latisana e in altri 11 comuni limitrofi si producono i vini DOC Friuli Latisana.

### Simboli
Lo stemma e il gonfalone sono stati riconosciuti con D.P.C.M. del 21 dicembre 1946.
Il gonfalone è un drappo di azzurro.

## Monumenti e luoghi d'interesse

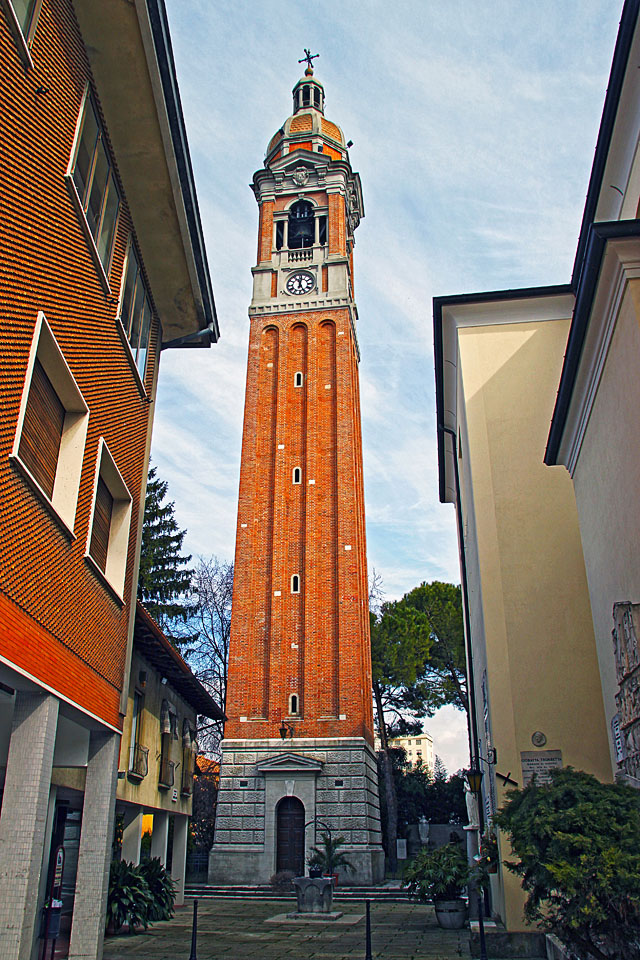
Duomo, campanile

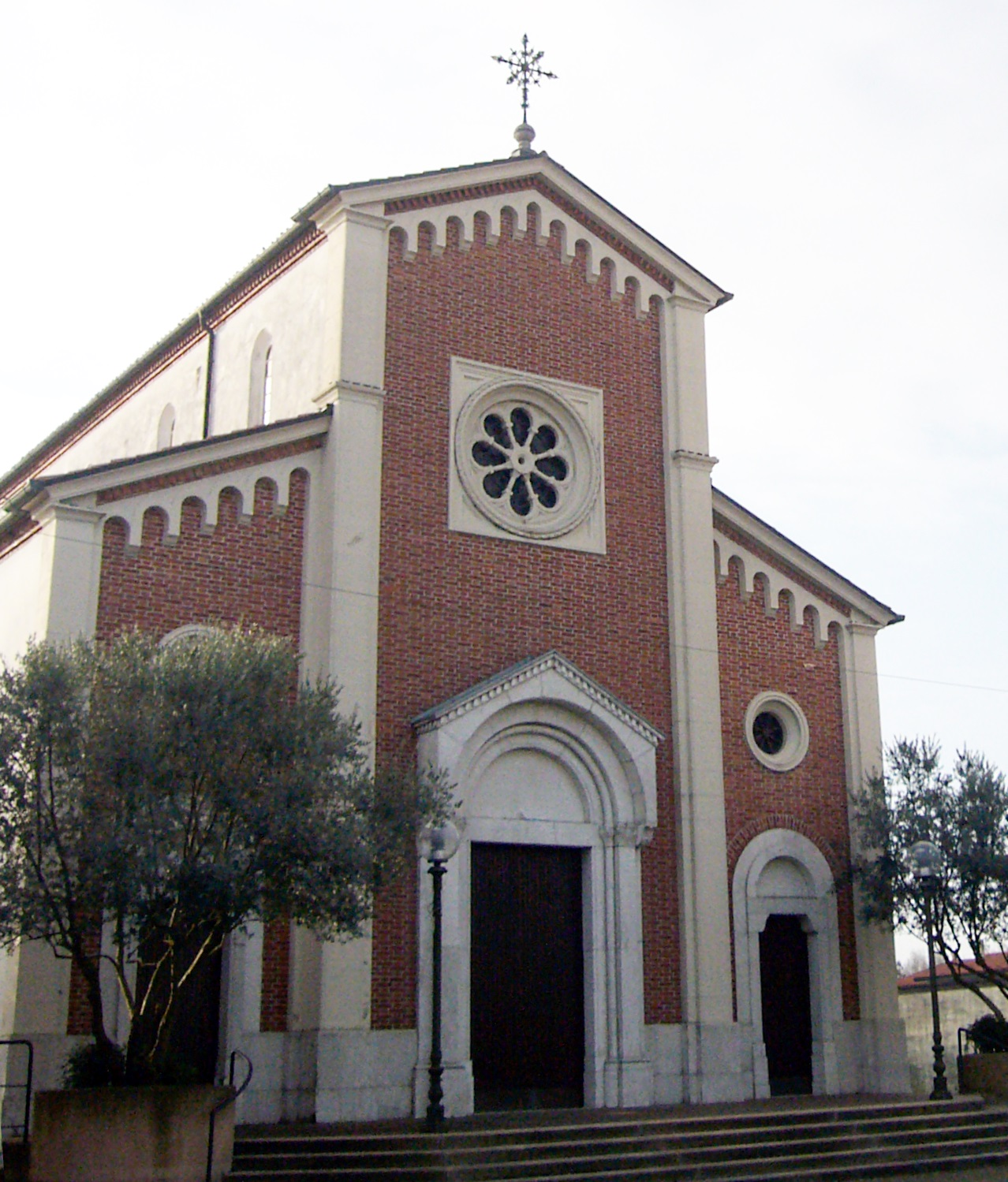
La chiesa parrocchiale di Latisanotta

Duomo di San Giovanni Battista
Chiesa di Sant'AntonioLe vicende storico-artistiche di questa chiesa sono intrecciate con quello del contiguo monastero delle suore terziarie francescane, eretto nel 1685 grazie a una donazione del mercante latisanese Gasparo Morossi (padre di fra Agostino, che fu eletto due volte ministro generale dei frati minori francescani). Nonostante il monastero sia stato soppresso nel 1810 dall’amministrazione napoleonica nel 1810 e l'edificio successivamente ristrutturato, la tipologia costruttiva del complesso architettonico monastico risulta ancora ben evidente. Sul coronamento della facciata della chiesa, animata da lesene e nicchie, campeggiano tre statue settecentesche raffiguranti l'Immacolata (al centro), Sant’Antonio di Padova (a destra) e San Francesco d’Assisi (a sinistra). L’interno della chiesa, ad aula rettangolare semplice, consta di tre altari settecenteschi di marmo policromo ed è decorato con la pregevole pala La sacra Famiglia con i Santi Antonio di Padova e Chiara, attribuita all'artista veneziano Mattia Bortoloni, seguace del Piazzetta (altare maggiore), l’effigie lignea di Maria SS. Assunta, scolpita nel 1914 dal latisanese Giovanni Costantini (altare sinistro), e la statua lignea di San Luigi Gonzaga, realizzata nel 1942 da Francesco Ellero (altare destro). Notevoli sono il grande Cristo Crocifisso, scultura lignea che seppure di maniera emana vigoria plastica e forza espressiva (esposto sulla parete sinistra), le due ante lignee di un preesistente organo con dipinta l'Annunciazione su tavola, ripresa da un'incisione del francese Laurent Cars (1699-1771)(sulla parete destra) e i due quadri rappresentanti San Gaetano da Thiene e San Francesco di Paola (ai lati dell’ingresso). Su una parete laterale è appesa una scarna Croce processionale con i simboli della Passione di Cristo, proveniente dal soppresso oratorio dell’Annunziata. La parete centrale ospita una pala votiva tardocinquecentesca raffigurante Sant’Anna, Madonna col Bambino, Triade Agostiniana e Donatore, attribuita alla bottega di Jacopo Tintoretto, con intervento precipuo del figlio Domenico, un protagonista del tardomanierismo veneziano. Questo dipinto era in origine collocato sopra l’altare maggiore della scomparsa chiesa di Sant’Antonio Abate annessa al convento dei frati eremitani agostiniani. La classica triade dei santi agostiniani è composta da Agostino vescovo, Antonio abate e Nicola da Tolentino asceta.
Il campanile è caratterizzato da cella a bifore, cupola a cipolla (insolita nella Bassa Friulana) e orologio meccanico seicentesco con quadrante unico e sola lancetta delle ore.
Chiesa della Beata Vergine delle Grazie (Sabbionera)
Tempio GaspariÈ una cappella funebre costruita nel 1866 dall'architetto udinese Andrea Scala per conto di Rosa de Egregis Gaspari (fondatrice dell'asilo infantile) per accogliere le spoglie del marito, l'agronomo Gaspare Luigi Gaspari (entrambi benemeriti filantropi di Latisana) e del loro figlioletto Diodato, morto poche ore dopo il parto. Progettato secondo canoni neoclassici, il Tempio ha una pianta a croce greca con tre absidi circolari ed un pronao tetrastilo ed è sormontato da una cupola emisferica su alto tamburo. Il monumento funebre, collocato sull’abside laterale destra in una nicchia alta otto metri, comprende la statua del defunto e quella di un angelo, opera dello scultore sandanielese Luigi Minisini (1864). Gaspare è rappresentato disteso sul letto funebre, coperto da una finissima coltre fino al petto; notevole è la resa fisiognomica del ritratto. L'Angelo del Silenzio, ritto in piedi, messaggero di pace e resurrezione, vigila sulla sommità dell’arco sovrastante il feretro. All’estremità dell’arco s’ergono due alti candelabri di pietra con lucerna funeraria. Faceva da ornamento all’altare marmoreo una pala del pittore trentino Ferdinando Bassi (1864) raffigurante il Redentore, sostituita nel secondo dopoguerra da un Crocifisso ligneo dello scultore Giuseppe Scalambrin (1926). Dietro l'altare una scala marmorea conduce alla cripta dove sono sepolti il Gaspare, la moglie Rosa ed il loro unico figlioletto.
Chiesa di Santa Maria del MareRisalente al Quattrocento e posta originariamente nel borgo di Bevazzana, sulle rive del Tagliamento, nel 1965-1966 è stata smontata e ricostruita nella pineta del GETUR a Lignano Sabbiadoro per salvarla dalle frequenti inondazioni che la minacciavano. Sull'abside sono stati collocati una serie di affreschi di lode alla Madonna, originariamente posti su pannelli e risalenti al 1470 circa, di autore anonimo. L'altare in pietra è stata rinvenuto durante i lavori di trasloco ed apparteneva in origine a un oratorio paleocristiano o altomedievale che sorgeva sul luogo in cui in origine era stata edificata la chiesa. Sono inoltre presenti un'acquasantiera del 1498, una scultura in pietra raffigurante la Madonna che allatta il Bambino del Pilacorte e una scultura quattrocentesca in legno dipinto della Madonna con Bambino. Su uno dei muri esterni è presente il frammento di un protome in marmo raffigurante la Medusa risalente a un periodo compreso tra l'età traianeia e il III secolo, rinvenuto nel 1990 sul sito originario della chiesa.
Chiesa di Sant'AnnaSituata nell'allora nascente quartiere di Paludo (un tempo area rurale scarsamente popolata), è stata inaugurata il 4 maggio 1958. La chiesa, è stata costruita per volontà della popolazione, col sostegno del cappellano don Tarcisio Bordignon, su progetto dell’ingegnere Luigi Zatti e del geometra Raffaele Costantini. Ispirata ad una semplice e geometrica linea architettonica con un lato aggettante, consta di un unico altare, al quale fa da suggestiva cornice una policroma decorazione composta dall’artista latisanese Lionello Galasso. È adornata con tre statue lignee di fattura gardenese offerte da alcuni fedeli (Sant’Anna, Madonna e Sacro Cuore) e con le piccole formelle bronzee di fine rilievo della Via Crucis. Successivamente all'inaugurazione, la chiesa è stata ristrutturata e ampliata.
Cappella dell'ospedaleInclusa nel complesso ospedaliero nel quartiere di Sabbionera, è di proprietà dell'ASS N. 5 "Bassa Friulana" ed è stata inaugurata nel 1963. Costruita su progetto dell’architetto Luciano Vignaduzzo e del geometra Adelmo Siviero, è stata curata dalle benemerite suore francescane elisabettine fino al loro ritiro avvenuto nel 1988. A cella quadrata semplice, con volta a quattro spioventi, ospita un unico altare ornato con due sculture lignee di elevato pregio artistico: l'Immacolata Concezione del sacerdote (poi cardinale) Celso Costantini (1912 ca.) e il Sacro Cuore di Gesù dello scultore gardenese Ferdinand Stuflesser (fine Ottocento). Nella cappella è esposta una suggestiva tela raffigurante la Madonna della Cintura, attribuibile a bottega veneta del tardo Cinquecento o primo Seicento, verosimilmente proveniente dall’omonimo altare della scomparsa chiesa agostiniana di Sant’Antonio Abate. All’esterno della cappella è presente una statua bronzea di Padre Pio di Pietrelcina, realizzata dallo scultore Lionello Galasso (1996).
Chiesa della Madonna della StradaSituata nel quartiere di Crosere, è stata inaugurata nel 1961 e fa riferimento alla parrocchia di Latisanotta. È stata eretta, su progetto del geometra Enor Milocco, da un comitato di residenti del quartiere con il sostegno dei parroci don Giacomo Baradello e don Danilo Stel. L'intitolazione alla Madonna della Strada evoca un duplice soccorso mariano: la compagnia della Madonna nel cammino spirituale terreno verso la salvezza celeste e la sua protezione per chi è in viaggio. Sul timpano campeggia un'effigie musiva della Madonna su sfondo dorato, opera dei maestri mosaicisti di Spilimbergo. La semplice aula rettangolare contiene un unico altare, corredato di un delicato simulacro della Madonna e di un Crocifisso, sculture lignee realizzate dall'artista gardenese Ferdinando Perathoner. Nel tempo la chiesa ha subito rimaneggiamenti ed abbellimenti.
Chiesa di Santa Maria Maddalena (Latisanotta)
Chiesa dei Santi Filippo e Giacomo Apostoli (Gorgo)Situata nella frazione di Gorgo, è stata costruita fra il 1928 e il 1949, in stile neogotico ed è stata ristrutturata intorno al 1980 e, successivamente, nel 2000. Si tratta di un edificio ad aula rettangolare, orientato, con sedime rialzato di tre gradini sul piano stradale, presbiterio a pianta rettangolare di volumetria inferiore. Lungo la fiancata meridionale, all’attacco con il presbiterio, aggetta il corpo a due piani della cappella, cui è antistante sul lato occidentale il basso ambiente del bruciatore, e a cui è connesso il retrostante più basso corpo della sacrestia che avvolge il muro di testata del presbiterio. Il prospetto è neogotico dalla partizione centrale a doppia falda cui si addossano due basse e strette ali. Tutto l’edificio è dipinto in bicromia gialla e ocra chiaro. La facciata è suddivisa nella partizione centrale ad arcata a tutto sesto contenente il portale con protiro su colonnine binate, decorazione superiore a galleria di dieci archetti a colonnine, ampio rosone; nella partizione esterna decorazione a due clipei con soprastante nicchia con statua, decorazione sommitale ad archetti lungo le falde. Lungo il sottogronda della facciata e delle falde delle navatelle e lungo l’intero perimetro dell’edificio corre la fascia decorata a griglia di croci in mattoni rossi. Su ciascuna estremità di falda della facciata è presente un pinnacolo. Sulla sommità della copertura sono presenti una croce lapidea e un obelisco per parte alle estremità. Lungo le navatelle ci sono quattro oculi entro cornice, dei quali il primo è vetrato. Lungo il muro dell’aula si succedono cinque finestre ad arco a tutto sesto entro cornice rilevata. L'ingresso è laterale sul fianco sinistro. La torre campanaria si addossa di spigolo alla fiancata meridionale della chiesa. L’interno, dal soffitto a vista con capriate lignee, arcarecci, e tavelle dipinte, si apre in due cappelle laterali per lato che prospettano con arcata a tutto sesto su colonne su alto basamento dal capitello pseudo-corinzio. In mezzeria sono presenti il confessionale a meridione e l’ingresso secondario con bussola a settentrione, su cui sono campiti due dipinti murali affrontati. La fascia sommitale è a motivi geometrici in cui si apre la teoria delle finestre. Il presbiterio, rialzato di tre gradini, prospetta tramite l’arcosanto a tutto sesto poggiante su colonne binate corinzie a mo’ di serliana. La parete dell’arcosanto è interamente decorata in grigliato di quadrati con ampia campitura centrale con la scena della crocifissione. Il soffitto dipinto è voltato a botte, con unghioni a contenere le due finestre laterali affrontate. L’abside con calotta prospetta tramite l’arcone a tutto sesto su colonnine binate inserite nel muro e su alto basamento. A destra dell’arcosanto il fonte battesimale su piano rialzato è chiuso da cancellata metallica. In controfacciata, contrapposte, a meridione e settentrione, ci sono le porte di accesso alla cantoria lignea, la quale forma un tutt'uno con la bussola d’ingresso. La pavimentazione è costituita da piastrelle bicrome nero-bianche. La corsia centrale della pavimentazione è a quadrotti tridimensionali, chiusi da fascia con motivi romboidali bicromi. Le aree laterali sono in quadrotti intervallati a fasce disassate.
Chiesa dello Spirito Santo (Pertegada)Situata nella frazione di Pertegada, è stata costruita nel 1933 in sostituzione di una precedente chiesetta cinquecentesca, giudicata troppo piccola per la comunità (esiste tuttora, ma è sconsacrata). Il campanile, eretto dai parrocchiani nel 1904 a servizio della vecchia chiesa, è stato ristrutturato nel 1948, nel 1970 (dopo essere stato danneggiato da un fulmine) e nel 2006-2007. È costituita da un edificio basilicale a tre navate in stile neo-romanico, orientato, con sedime al livello del piano stradale. L'intero edificio è in mattoni faccia a vista. Il corpo centrale è più alto con navate laterali. Il presbiterio è senza soluzione di continuità a conclusione trilatera. Il corpo basso della sacrestia con locale caldaie annesso a meridione in parte ingloba la navata laterale sino all'innesto fra presbiterio e abside. La torre campanaria, autonoma e antistante la chiesa è situata dall'altra parte del piazzale, nei presi della originaria cappella. Il prospetto principale è tripartito con fascia marcapiano bianca in quadrotti. La partitura centrale a cuspide quale bianca nicchia sottosquadro è intonacata di bianco dalla finestratura a trifora e rosone iscritti entro il piano ribassato ad arcone a tutto sesto. La fascia basamentale è in mattoni messi in opera su corsi sfalsati; in essa si aprono i tre portali; nelle ali laterali i due minori entro doppia strombatura arcuata sono sovrastati da oculo e nella parte centrale quello principale entro tripla strombatura arcuata. Gli spioventi in sottogronda sono decorati da un’ampia fascia decorata in mattoni a doppia dentellatura nelle porzioni laterali e in tripla dentellatura in quella centrale. Le pareti di facciata eccedono i culmini delle coperture dei tetti. L'interno ha soffitto capriate, arcarecci e tavelle in cotto a vista. Le superfici sono intonacata in cromia bianca. Lo spazio della navata centrate è scandito in tre moduli inquadrati da pilastri con paraste salienti in mattoni rossi faccia a vista, ai cui lati si addossano semicolonne lapidee corinzie a reggere le due arcate in mattoni rossi faccia a vista su colonna centrale; al di sopra il duplice corso di mattoni delineano il cornicione a correre, sormontato dai corrispondenti arconi in mattoni in cui si aprono tre oculi. Le navate laterali sono scandite in corrispondenza dei pilastri e delle colonne da arcate in mattoni a vista collegati a paraste trilatere in mattoni e non sono collegati al soffitto ligneo a vista (forse perché un tempo era presente un controsoffitto). In ognuna delle cinque campate è presente una monofora ad arco a tutto sesto. Oltre la mezzeria delle navate laterali si aprono, contrapposti, a settentrione l'ingresso secondario e a meridione l'accesso alla sacrestia. Ciascuna navatella è conclusa nella testata da un altare. Il fonte battesimale è a meridione in prossimità dei gradini di accesso al presbiterio. Il presbiterio, rialzato di tre gradini, prospetta tramite l'arcosanto a tutto sesto. Il soffitto è a vista in travatura lignea. Le pareti sono decorate dalla prosecuzione della fascia entro doppio corso di mattoni, ciascuna con un oculo in linea con quelli della navata centrale. Nell'abside trilatera sono presenti, in basso due monofore laterali e al di sopra tre oculi. La controfacciata ripropone il gioco delle linee orizzontali e verticali in cotto su parete intonacata di bianco. Il pavimento è in piastrelle quadrate in cotto disposte a losanga.
Chiesa di San Giuseppe Sposo della Beata Vergine Maria (Bevazzana)Situata nella frazione di Bevazzana, fu costruita nel 1949 e benedetta l'anno successivo. È stata oggetto di ristrutturazioni intorno al 1980. L'edificio, ad aula rettangolare è orientato, su sedime rialzato di tre gradini sulla quota del piazzale. Il presbiterio, più ristretto a due falde, è concluso dall’abside di dimensioni leggermente inferiori a cinque falde. Il campaniletto a monovela, sul lato settentrionale, è impostato ortogonale alla congiunzione tra l’aula e il presbiterio. Vi è una cornice di sottogronda perimetrale all’edificio. In mezzeria dell’aula aggettano due piccole cappelle di pianta rettangolare a tre falde, al di sopra delle quali si espande lungo tutta la fiancata un clarestorio a fascia rettangolare. Sul fianco settentrionale oltre la cappellina, si addossano il lungo edificio a pianta rettangolare a due piani della canonica e della sacrestia con ingresso in asse e di seguito il piccolo e basso corpo del bruciatore ad unica falda con ingresso tangente all’abside. Il prospetto principale è a due falde in paramento di mattoni rossi, da cui aggetta l’ampio e alto setto a fornice dal paramento in travertino con il portale entro cornice in travertino sormontato dalla superficie mosaicata con l’iconografia di San Giuseppe e fedeli. Una cornice marcapiano in travertino all’altezza del portale riparte la sezione inferiore in tessitura di mattoni a bande orizzontali profilate dalla superiore più estesa in assise piana di mattoni. Le superfici parietali del restante edificio sono di cromia giallo chiara. L’interno a pareti piane sezionate in due fasce dalla cornice marcapiano all’altezza delle due cappelline sono di cromia ocra scura l’inferiore e di cromia giallo chiara la superiore dove si apre il clarestorio. Due porte laterali sono presenti alle estremità superiori dell’aula. Le capriate sono a vista su piedritti. Il presbiterio, sopraelevato di tre gradini, prospetta con l’arcosanto a tutto sesto nella facciata decorata con la campitura di grandi immagini di santi. L'interno, dal soffitto a crociera concluso dall’abside con catino di cromia azzurro scuro, si distingue dal resto. Nelle arcate laterali, ci sono una finestra ad oculo e solo nella sottostante parete della fiancata meridionale una finestra rettangolare, cui si contrappone la oppilata. In controfacciata è presente una bussola lignea. Il pavimento è in seminato distinto tra la corsia mediana con rombi dalle campiture centrali ad immagini simboliche e le due aree laterali.

## Società

### Evoluzione demografica
Abitanti censiti

Nel 2011 il comune sfiorò i 14 000 abitanti, dato leggermente in diminuzione negli ultimi anni. Ciononostante, la popolazione del comune è andata generalmente aumentando nel corso dei decenni. I dati censuari fino al 1951 includono anche i residenti del comune di Lignano Sabbiadoro, staccatosi da Latisana nel 1959.

### Etnie e minoranze straniere
Al 31 dicembre 2023 gli stranieri residenti nel comune sono 1 295, ovvero il 9,8% della popolazione. Di seguito sono riportati i gruppi più consistenti:
1. Romania, 241
2. Albania, 199
3. Ucraina, 104
4. Macedonia del Nord 79
5. Kosovo, 72
6. Marocco, 67
7. Bosnia ed Erzegovina, 46
8. Cina, 37

### Lingue e dialetti
A Latisana, accanto alla lingua italiana, la popolazione utilizza parzialmente la lingua friulana e la Lingua Veneta. 
La lingua friulana che si parla a Latisana è differente dal resto della provincia di Udine in quanto presenta tutte le caratteristiche del Friulano Concordiese, diffuso nel Veneto orientale e nel Pordenonese.
Particolarmente diffusa e predominante rispetto al Friulano,  è la  Lingua veneta che risulta orientata al modello veneziano, come nel resto  delle zone della regione, anche se vista la posizione geografica di Latisana subisce notevoli influenze dai dialetti veneti orientali.

## Riferimenti nella cultura
- Nel romanzo Di là dal fiume e tra gli alberi di Ernest Hemingway (1950), l'autore fa riferimento al suo primo incontro con Adriana Ivancich, avvenuto in questo comune.
- Insieme a Lignano Sabbiadoro, costituisce l'ambientazione del romanzo La sabbia non ricorda di Giorgio Scerbanenco (1963).
- Al comune è intitolato il Premio Letterario "Latisana per il Nord-Est", istituito nel 1994.
- Il comune è il soggetto dell'omonimo audiolibro Latisana dell'artista friulano Raul Lovisoni (2002).

## Geografia antropica

### Frazioni
Secondo quanto emerge dallo statuto comunale, di Latisana sono riconosciute ufficialmente le seguenti frazioni (capoluogo escluso):
- Bevazzana (friul. Bevaçane, loc. Bevassana) (frazione ben distinta dal capoluogo con 1 164 abitanti al censimento del 2011, situata nell'estremo sud del comune e contigua con Lignano Sabbiadoro, comprendente anche parte della località portuale di Aprilia Marittima);
- Crosere (friul. Crosaris) (quartiere urbano del capoluogo);
- Gorgo (friul. il Gorc) (frazione ben distinta dal capoluogo con 968 abitanti al censimento del 2011);
- Latisanotta (friul. Tisanote, loc. Tisanota) (tradizionalmente frazione, ma ormai diventata quartiere del capoluogo in seguito allo sviluppo urbano);
- Paludo (friul. il Palût) (quartiere urbano del capoluogo);
- Pertegada (friul. Perteade, loc. Perteada) (frazione ben distinta dal capoluogo con 1 899 abitanti al censimento del 2011);
- Sabbionera (friul. Sabionere, loc. Sabionera) (quartiere urbano del capoluogo dove si trova l'ospedale civile di Latisana).

Il capoluogo, comprendente anche le località ormai conurbate di Crosere, Paludo, Sabbionera e Latisanotta, aveva una popolazione di 8 896 abitanti al censimento del 2011. L'ISTAT, oltre al capoluogo e alle già citate Bevazzana, Gorgo e Pertegada, riconosce come località abitate anche le località (non indicate nella segnaletica) di California (23 abitanti nel 2011), Duranti (27 abitanti) e Paschetto (31 abitanti). Inoltre, sempre al 2011, 639 abitanti di Latisana risultavano residenti in "case sparse", cioè al di fuori da centri abitati.

## Infrastrutture e trasporti

### Ospedale
Latisana è dotata di un Ospedale all'avanguardia fornito di Area Emergenza, di un Dipartimento Materno-Infantile il quale annovera sia il Punto Nascita che ambulatori e degenze pediatriche h24, piastra ambulatoriale, Centro Dialisi, RSA, Hospice, Distretto Sanitario, Radiologia, Risonanza Magnetica, Chirurgia e soddisfa le esigenze di migliaia di abitanti della zona e non ogni settimana, anche dal confinante Veneto. In particolare, il punto nascite di Latisana, data la sua collocazione geografica di confine tra Friuli Venezia-Giulia e Veneto, è stato spesso scelto dalle partorienti del vicino Veneto Orientale.

### Strade
Il comune è servito dallo svincolo di Latisana sull'autostrada A4. È attraversato anche dalla SS14 Venezia-Trieste e vi ha origine la SS354 Per Lignano. La SR ex SP7 collega il capoluogo a Pozzuolo del Friuli, la SR ex SP102 collega il capoluogo a Precenicco, mentre la SR ex SP56 collega la frazione di Pertegada a Precenicco. 
Attraverso una circonvallazione dei centri urbani di Latisana e Ronchis è collegata alla SR95 "Ferrata", che unisce Portogruaro a Udine.
Nelle immediate vicinanze, a San Michele al Tagliamento originano la SP42 "Jesolana" per Jesolo e la SR74 per Bibione.

### Ferrovie
Il comune è attraversato dalla ferrovia Venezia-Trieste ed è servito dalla stazione di Latisana-Lignano-Bibione, nella quale effettuano servizio  tutti i treni regionali, regionali veloci circolanti nella linea.
È inoltre servita da tutti collegamenti a lunga percorrenza nazionali Intercity, Frecciarossa, Eurostar Italia e Italo, che collegano Trieste con le principali città italiane.

### Autobus e taxi
Latisana è servita da diverse linee urbane ed extraurbane di autobus delle società Arriva Udine (da e per Udine, Lignano Sabbiadoro, Cervignano del Friuli, Codroipo, Manzano e Grado), ATVO (da e per San Michele al Tagliamento, Portogruaro, San Donà di Piave, Venezia-Mestre e Bibione), ATAP (da e per San Vito al Tagliamento e Pordenone) e APT Gorizia (da e per Cervignano del Friuli e Monfalcone cantieri, Lignano-Gorizia e Lignano-Trieste). Tutte queste linee fanno capo all'autostazione situata sull'altro lato della ferrovia rispetto alla stazione ferroviaria. Nel territorio comunale gli autobus effettuano fermate presso le località di Latisanotta, Paludo, Sabbionera, Gorgo centro, Gorgo bivio, Pertegada centro, Pertegada bivio, Aprilia Marittima e Bevazzana, oltre al trasporto urbano per le scuole e l’ospedale.
La fermata dei taxi si trova di fronte alla stazione ferroviaria.

### Trasporto acqueo
Per le imbarcazioni da diporto sono disponibili tre darsene sulla Laguna di Marano in località Aprilia Marittima. Altri approdi sono disponibili nei vicini centri di Lignano Sabbiadoro, Bibione, Marano Lagunare, Precenicco e Palazzolo dello Stella. Il fiume Tagliamento (dal centro di Latisana alla foce) e l'Idrovia Litoranea Veneta sono navigabili con piccole imbarcazioni.

## Amministrazione

### Sindaci dal 1993
| Periodo        | Periodo        | Primo cittadino               | Partito              | Carica  | Note |
| -------------- | -------------- | ----------------------------- | -------------------- | ------- | ---- |
| 6 giugno 1993  | 27 aprile 1997 | Danilo Moretti                | Democrazia Cristiana | Sindaco |      |
| 27 aprile 1997 | 10 giugno 2001 | Danilo Moretti                | Polo per le Libertà  | Sindaco |      |
| 10 giugno 2001 | 10 aprile 2006 | Micaela Sette                 | Lista civica         | Sindaco |      |
| 10 aprile 2006 | 16 maggio 2011 | Micaela Sette                 | Lista civica         | Sindaco |      |
| 16 maggio 2011 | 5 giugno 2016  | Salvatore Piero Maria Benigno | Centrodestra         | Sindaco |      |
| 5 giugno 2016  | 4 ottobre 2021 | Daniele Galizio               | Lista civica         | Sindaco |      |
| 4 ottobre 2021 | in carica      | Lanfranco Sette               | (FI, FdI, Lega FVG)  | Sindaco |      |

### Gemellaggi
- Reichenau an der Rax, dal 2005[20]

## Sport

### Impianti sportivi
Il Palazzetto dello sport, costruito nel 1990, dopo i lavori di ampliamento può contenere 1 860 spettatori per le partite interne di Volley Talmassons che nella stagione 2024-25 milita in Serie A1 della Lega Pallavolo Serie A femminile.